# Тютюневи складове в Пловдив
Тютюневи складове в Пловдив са фабрични сгради, специално построени за такива или пригодени през първите 30 години на XX в. Повечето от тях се използват за тютюнопреработка до 1990 г. Тютюнопреработката в Пловдив достига своя апогей по време на Втората световна война.  

## История на тютюнопреработката  в Пловдив
Началото на тютюневата промишленост в Пловдив започва през 1872 г., когато 15-годишният Мъгърдич Томасян, открива в неговия магазин в Капана специално отделение за рязане на тютюн. После се сдружава с Кеворк Гарабедян и двамата създават работилницата „Златен лев“. Съдружниците обзавеждат помещение за рязане и продажба на тютюн в големия Станчов хан до река Марица. Така се поставя началото на първото тютюнево предприятие „Томасян и сие“. Търговията потръгва и се налага внасянето на машина за рязане на тютюн с ръчно колело. По-късно тя е заменена с резачка с бензинов мотор, което се смята за началото на модерната обработка на тютюн в България. Цигарите на Томасян са първите, които получават златен медал на изложение в Лондон. През 30-те години предприятието „Томасян и сие“ произвежда рекордните 1 млн. цигари за смяна. То е сред 10-те най-големи данъкоплатци в страната и изнася продукцията си в Германия, Австро-Унгария, Франция, Швейцария, Англия. През 1922 г. от фирмата на Томасян се отделят наследниците на Гарабедян – Киркор и Ервант Тютюнджиян, които създават отделна тютюнева фабрика, като взимат фирмата „Златен лев“. Тя е снабдена с нови машини и от 1934 г. работи под името „Пловдив“.
През 1889 г. Никола Либенов, Никола Дерменджопулос, Полимерис Димитриядис и Константин Манджанидис създават тютюнева работилница „Слънце“. През следващата година събирателно дружество „Орел“ на Димитър Ставридис и Димитър Маринов открива също работилница, където първоначално се обработвал само рязан тютюн. През 1900 г. във всички тютюневи фабрики в Пловдив се произвеждат и цигари.
Най-голямото, модерно и добре оборудвано тютюнево предприятие в България става това на италианеца Карло Вакаро в Пловдив, създадено на базата на бившата фабрика „Ставридис“. Заради силната конкуренция през 1909 г. Вакаро основава акционерното дружество „Съединени тютюневи фабрики“, известно по-късно като „Картела“. Това дружество обхваща две трети от тютюневата промишленост в страната и около 35% от обработката на тютюна.
По време на Първата световна война Карло Вакаро е принуден да продаде фабриката си и да напусне България. Тогава в града се появява хасковският фабрикант Петър Дяков. Дяков купува предприятието и първокласната техника на Вакаро. Сближава се с неговия син Едмондо, който му става съдружник в акционерно дружество „Егейско море“. Но фабриката му изгаря. Благодарение на приходите от тютюневата си фабрика в Харманли Дяков успява да възстанови сградата на „Беломорска България“ и регистрира фирмата „Дякови събирателни тютюневи фабрики“.
През 1911 г. салонът  на хотел „Шести август“, използван преди това за представления и кинопрожекции, е превърнат на тютюнев склад от наследника на Карло Вакаро – Едмондо. През 1920-1923 г. Димитър Кудоглу строи свой тютюнев склад в Пловдив, печалбите от който, той дарява за благотворителни цели. С неговите средства са открити 11 безплатни трапезарии, детска градина и др. А през 1926 г. в Пловдив отваря врати Дом на благотворителността и народното здраве, издържан от приходите на склада.
Фирма АКА – съкращение от Анастас Куцооглу – Амстердам, е една от най-големите в България. Куцооглу е също известен благодател в Пловдивско. Той е основател на безплатна трапезария за ученици в Асеновград. С дарените от него 4 млн. златни лева е построена жп линията Пловдив-Асеновград през 1927 г. Сградата на склада на Куцооглу на ъгъла между ул. „Иван Вазов“ и „Авксентий Велешки“ дълги години е централа на Цигарената фабрика в Пловдив.
През 1923 г. в Пловдив съществуват 30 тютюневи фирмите, които разполагат с 32 склада за манипулация и съхраняване на тютюни, от които 20 са построени за тази цел. През 1929-1930 г. стотина фирми и индивидуални предприемачи се заявяват като тютюнотърговци. Тогава районът между улиците „Иван Вазов“, „Христо Ботев“, „Авксентий Велешки“, между Централна и Сточна гара се превръща в истинско тютюнево градче.
Романът на Димитър Димов „Тютюн” е писан в града. Първият откъс от него се появява през 1946 г. в „Литературен фронт“ под заглавието „Тютюнев склад“. Димов живее в града в периода 1945-1948 г. и преподава в Агрономо-лесовъдния факултет на Пловдивския държавен университет. Основната информация за сюжета е натрупал от втория си баща Руси Генев, който е тютюнев експерт и се е движел в средите на търговци и производители.
През 1947 г. по силата на гласувания от Великото народно събрание Закон за учредяване в България на държавен тютюнев монопол складовете, съоръженията, машините и инвентарът на 81 чуждестранни и български фирми в Пловдив стават държавна собственост. На тази база се създава предприятието „Държавен тютюнев монопол", което започва да работи от 1 юни 1947 г. На национално ниво се създава „Булгартабак“ като индустриална и търговска компания.
През 1962 г. в пловдивските тютюневи складове се снимат епизоди от филма „Тютюн” по романа на Димитър Димов.
През 1985 г. следните складове получават статут на недвижима културна ценност.
- Складове на Димитър Кудоглу, ул. „Капитан Андреев“ 2-4, ъгъла с ул. „Иван Вазов“
- Склад с инсталация от тръби, ул. „Екзарх Йосиф“ 13, ъгъла с ул. „Иван Вазов“
- Склад на ул. „Иван Вазов“ 31
- Склад с кулата до Автогара „Юг“, ул. „Одрин“ 8, ъгъла на „Г. М. Димитров“

Повечето от складовете са използвани активно до началото на 90-те години. През 1993 г. „Булгартабак“ става холдингова компания с 22 акционерни дружества, едно от които в Пловдив. Започва и голямата разпродажба на тютюневите складове. Глобалната стагнация на тютюневата индустрия засяга и България. Упадъкът, реституцията и разпродажбата изпразват от съдържание тютюневите складове. Холдингът функционира до приватизацията през 2008 г. Сгради, машини и складове са закупени за 30,8 млн. лв., а дружеството е преименувано в „Цигарена фабрика Пловдив“.
След 3 март 2016 г. багери започват събарянето на склада на Чапрашикови, който е паметник на културата.
През август 2018 г. се разразява голям пожар в центъра на Пловдив, от който са пострадали тежко пет големи тютюневи склада. Три от тях са напълно унищожени, като сред тях е складът на Димитър Кудоглу.

## Съюз на тютюноработниците
В началото на XX в. в Пловдив са събрани около една трета от тютюноработници в България. Така градът става и център на Съюза на тютюноработниците, основан през 1908 г., който издава и свой печатен орган – вестник „Тютюноработник“. В Пловдив се организират и националните стачки на работниците от бранша през 1910, 1919, 1922, 1929 и 1940 г. в борба за 8-часов работен ден, спазване на трудовото законодателство и достойно заплащане. Голяма част от бежанците, преселили се в Пловдив от Западна Тракия, Македония, Цариброд и Добруджа след Първата световна война намират работа в тютюневите складове.

## Архитектура
Кварталът на тютюневите складове в Пловдив, затворен между днешните улици „Иван Вазов“, „Авксентий Велешки“, бул. „Христо Ботев“, се ражда през първите три десетилетия на ХХ век. Днес този триъгълник, включващ складове със специфична архитектура, е наричан „Тютюнево градче“.
Пловдивските тютюнотърговци натрупват богатство, даващо им възможност да изградят повече от 20 специално построени склада за манипулация на тютюн. С помощта на тогавашните пловдивски архитекти Камен Петков,  Васил Търпоманов, Димитър Попов и др. те създават фабрични сгради със специфичен архитектурен образ.
Богатата декорация на тютюневите складове носи духа на австрийската архитектура. Масивните постройки са с внушителни 4-5-етажни обеми, с обикновено неразчленени фасади, но с пластична декорация, която в някои случаи е дори е в изобилие. Вътре складовете са с големи отворени пространства, в повечето случаи с дървена конструкция.

## Сгради използвани в тютюнопреработката
Освен складовете, получили статут на недвижима културна ценност, към списъка на тютюневите складовете в Пловдив могат да се прибавят още много сгради в или извън границите на тютюневия град. Ето някои складове с разположението им и тяхното състояние към 2017 г.
1. Складът на ул. „Гладстон“ 15 на тютюнева фабрика „Левски", съборен през 1950-те за построяването на профсъюзния дом „Стефан Кираджиев".
2. Складът на Марко Белчев на ул. „Булаир“, съборен е през 1970-те години и на негово място е построена сградата на „Машпроект".
3. Няколко склада на улиците ул. „Кръстю Пастухов", „Цанко Дюстабанов“ и „Булаир"), съборени през 1980-те. На тяхно място е построен ректоратът на Филиала на Техническия университет.
4. Сградата на ул. „Йордан Йовков“ и „Филип Македонски", обновена през 1980-те. Използва се от БАН.
5. Складът на кооперативно дружество „Подем“ на ул. „Цар Борис III Обединител“ 128. След 1989 дълго време използван като магазин за мебели „Дизма", съборен в началото на XXI в. и на негово място е построена 8-етажна сграда на фирмата „Калисто Мати".
6. Складът на Анастас Куцооглу  на ъгъла на ул. „Авксентий Велешки“ в посока към Централна гара, полуразрушен.
7. Съседният склад - на самия булевард „Христо Ботев", изоставен в развалини.
8. Складът на „Никотея“ до кооперацията на бул. „Христо Ботев“ 55. Мебелен мазанин.
9. Складът на „Табакус“ на бул. „Христо Ботев", обновен, използва се от „Кепитъл сити център".
10. Сградите на картонажните цехове за опаковане на цигарите, съборени, част от мястото се използва за паркинг, а на останалото е построена нова стъклена сграда.
11. Сградите на Никола Каишев срещу Централна гара - давани под наем, неподдържани.
12. Складовете на Дочо Ангелов и Стойчо Миндалов на ул. „Кавала", резрушени в началото на XXI в. На мястото е построен жилищен блок от фирма „Терамекс".
13. Складовете на ул. „Филип Македонски“ 74, в лошо състояние.
14. Складовете на ъгъла ул. „Любен Каравелов"и ул. „Раковска", реновирани.
15. Сградата на ул. „Г. М. Димитров“ зад училище „Патриарх Евтимий", съборена в началото на XXI в.
16. Сградите на складовете на ъгъла на ул. „Филип Македонски“ и бул."Васил Априлов“ са обновени и в тях се помещават болница, аптека, оптика и магазини.
17. Складове на Анастас Куцооглу на бул. Руски и ул. Велико Търново,  в тях днес се помещават сградите на НИМХ - БАН и Военно окръжие - Пловдив.

Запазена и до днес е сградата на Сахат тепе, която е строена по поръчка на тютюнотърговеца Ставридис, после е купена от Карло Вакаро, след това става фабрика на Петър Дяков. През 1890 г. на източния склон на Сахат тепе е построена от Димитър Ставридис и Димитър Мардас фабрика „Орел“ за тютюн и папироси. През 1892 г. двамата правят първите български пури, рекламирани на Първото българско изложение.
Салонът при хотел „Шести август“, използван за представления и кинопрожекции, през 1911 г. е превърната в склад от Едмондо Вакаро. Тютюн е складиран и в къщата на д-р Стоян Чомаков, днес постоянна експозиция на художника Златю Бояджиев. Тютюнотърговецът Антонио Коларо превърнал в тютюнев склад дори къщата на Аргир Куюмджиоглу, в която днес е Етнографския музей. През 1925 г. сградата на Централното гръцко училище е превърната в склад.